# 贵开城际铁路
贵开城际铁路，也称贵开铁路，是中国贵州省省会贵阳市与开阳县间的一条城际铁路。全线起自贵阳北站，终至開陽站，全长62公里。

## 历史
贵开铁路于2010年9月20日开工建设，2014年10月28日全线铺轨完成，该铁路过境建设的南江双线特大桥，是世界最高的桥梁之一。2014年12月16日动态检测验收合格，于2015年5月1日开通运营，开通初期每天由贵阳北站至开阳站之间开行4组动车，分别为D5411/2、D5413/4、D5415/6、D5417/8。
截至2023年7月，贵开城际铁路每日开行八对城际列车，分别为贵阳北-开阳的C6361~C6368（C6371为贵阳站始发）、贵安-开阳的C5831~C5838、C5841~C5848。

## 车站
全线共设7个车站，分别为：贵阳北站、贵阳东站、洛湾三江站、相思河站、百宜站、南江站和開陽站。